# فاسيلي بيترنكو
فاسيلي بيترنكو (بالروسية: Петренко, Василий Эдуардович)‏ هو موزع روسي، ولد في 7 يوليو 1976 في سانت بطرسبرغ في روسيا.

## وصلات خارجية
- الموقع الرسمي
- فاسيلي بيترنكو على موقع ميوزك برينز (الإنجليزية)
- فاسيلي بيترنكو على موقع أول ميوزيك (الإنجليزية)
- فاسيلي بيترنكو على موقع ديسكوغز (الإنجليزية)